# Aechmea bicolor
Aechmea bicolor é uma espécie do gênero da Aechmea.Esta espécie é endêmica do estado de Santa Catarina na Sul do Brasil.